# 영동 임산리 영모재
영동 영모재(永同 永慕齋)은 충청북도 영동군 상촌면 임산리에 있는 조선시대의 건축물이다. 1994년 12월 30일 충청북도의 유형문화재 제176호로 지정되었다.

## 개요
남주한의 조상에게 제사지내는 곳으로 순조 28년(1828)에 지었으며, 1888년에 수리하였다.
앞면 4칸·옆면 2칸 규모로 지붕은 옆면이 여덟 팔자 모양인 팔작지붕이다. 대청을 중심으로 좌·우에 온돌방 2개가 있으며, 돌담과 높이 솟은 대문, 현판 그리고 이곳에 대한 기록이 원형대로 보존되어 있다.
특히 이곳은 온돌방에 불을 지피면 연기가 내부로 빨려 들어가게 하여 열효율을 극대화하도록 굴뚝을 설치하지 않은 특이한 건물이다. 영모재는 전통온돌의 구조를 연구하는데 귀중한 자료가 된다.

## 참고 자료
- 영동 영모재 - 국가유산청 국가유산포털